# Übersteuern (Signalverarbeitung)

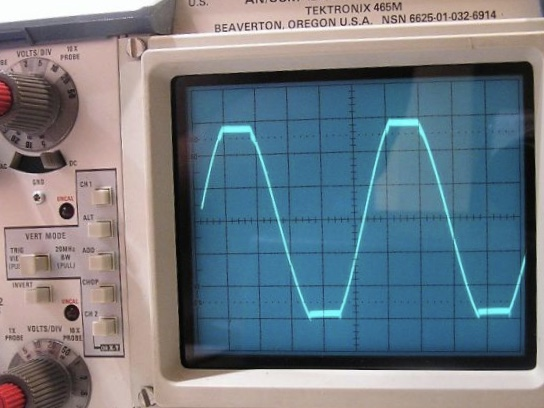
Anzeige eines durch Übersteuerung abgeschnittenen Sinus auf einem Oszilloskop

Als Übersteuern bezeichnet man in der Signalverarbeitung das Beaufschlagen von signalverarbeitenden Einheiten mit Eingangssignalen außerhalb des erlaubten Eingangsbereiches. Als Folge einer Übersteuerung treten unerwünschte Effekte wie Nichtlinearitäten auf. Typischerweise werden Ausschläge, die über den Eingangsbereich hinausgehen, abgeschnitten. Diesen Effekt bezeichnet man als Begrenzung oder Clipping (englisch to clip = abschneiden, kappen).
Bei Regelkreisen kann Übersteuerung sogar zum Komplettversagen führen. Andererseits ist bei vielen Schaltungen zur Frequenzverdopplung Übersteuerung Voraussetzung für die Funktion.

## Übersteuern bei Audio-Verstärkern
Übersteuerung (englisch overdrive) oder kurz drive genannt, bezeichnet in der Musik das unabsichtliche oder absichtliche Hervorrufen einer Verzerrung bei einem elektrisch transportierten Tonsignal.

### Funktionsweise

Clipping einer digitalen Wellenform

Ein Verstärker kann durch einen zu hohen Eingangspegel oder eine zu hohe Verstärkung in die Sättigung kommen, bei der das Ausgangssignal nicht mehr formtreu dem Eingangssignal folgt, sondern geklippt und dadurch verzerrt wird. Dabei wird die Signalkurve an den oberen und unteren Signalspitzen „abgeschnitten“. Derartige Vorgänge kann man sich bildlich in Form einer Sinuskurve vorstellen, die an den oberen und unteren Ausbuchtungen mittels zweier horizontaler Geraden abgeflacht wird. Wird eine einzige Frequenz eingespeist, entstehen im Signal-Spektrum nur zusätzliche Obertöne, sogenannte Harmonische. Werden (bei Musik) gleichzeitig unterschiedliche Frequenzen eingespeist, entstehen außerdem immer zusätzliche Kombinationsfrequenzen, also die Summen und Differenzen der ursprünglichen Frequenzen, weil der Verstärker dann als Mischer arbeitet.
Für gewöhnlich sind Übersteuerungen unerwünscht; bei musikalischen Effektgeräten wird jedoch ein derartiger Effekt oft gezielt eingesetzt. Siehe dazu Verzerrer. Gitarrenverstärker können zum Beispiel durch ein überhöhtes Eingangssignal absichtlich übersteuert werden, um eine Verzerrung des Instrumentensignales zu erreichen.

## Unterschiedliche Klangcharakteristika

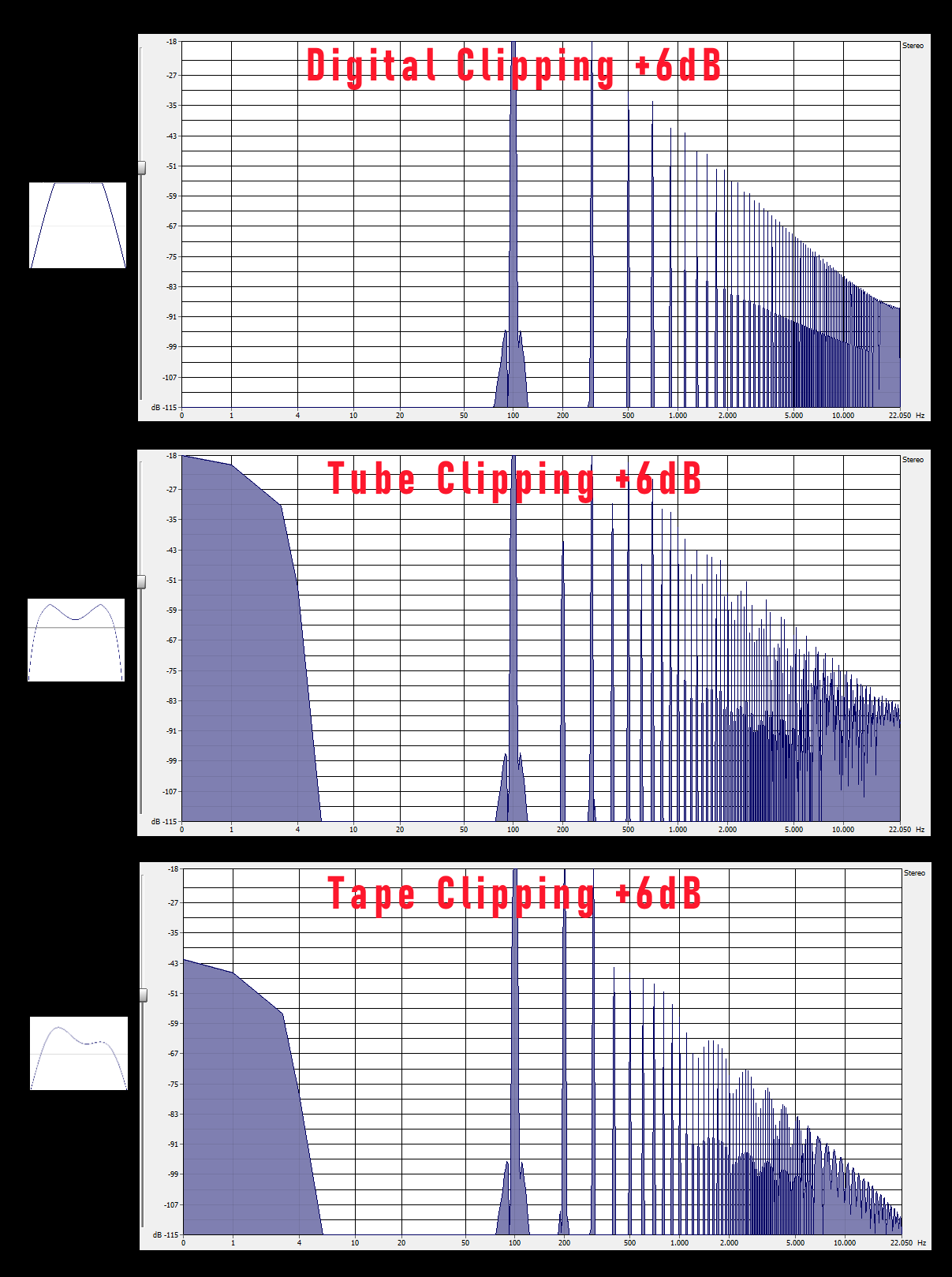
+6dB-Clipping Digital, Röhre, Tape mit unterschiedlichem Obertonverhalten und Wellenbild

Die Art der Signalverarbeitung ist entscheidend, wie die Signalstrecke auf die Übersteuerung reagiert, da die entsprechenden signalverarbeitenden Komponenten oft keinen harten Anschlag bilden, an dem das Clipping unvermittelt auftritt. Stattdessen gibt es in vielen signalverarbeitenden Komponenten einen spürbaren Übergang von der linearen Übertragung über erste nichtlineare Abweichungen bis hin zum vollständigen Clipping. Darüber hinaus können beim Clipping auch durch das Zusammenspiel einer überlasteten Signalkomponente und ihren vorgeschalteten Treiberkomponenten weitere Soundartefakte auftreten, die den Klang des übersteuerten Signals mit beeinflussen und teilweise mit Absicht in der Musikproduktion eingesetzt werden.
Die reinste Form des Clippings ist das digitale Clipping. Statt analoger Signalketten wird das Signal rein rechnerisch am höchsten und niedrigsten digital darstellbaren Wert begrenzt und alle größeren oder kleineren Werte abgeschnitten. Die höchste Signalstärke im digitalen Dynamikspektrum wird als −0dBFS (−0 dB Full Scale) bezeichnet. Bis zu diesem Punkt bleibt die Signalverarbeitung linear, darüber hinaus kippt sie sofort ins Clipping. Das digitale Clipping zeichnet sich durch einen besonders hohen Anteil von ungeraden und nicht-harmonischen Obertönen aus.
Transistorverstärker klingen beim Übersteuern ebenfalls besonders unangenehm und ähneln dem digitalen Clipping, wobei die signalverarbeitenden Transistoren einen erkennbaren Übergang in die Nicht-Linearität aufweisen und nicht so rasch clippen wie die digitale Übersteuerung. Daher sind manche Transistorverstärker mit einem sogenannten Soft-Clipping ausgerüstet, das ein weicheres Übersteuerungsverhalten bedeutet.
Röhrenverstärker und Röhrenmikrofone (Trioden), die bei größeren Lautstärken nichtlineare Verzerrungen mit quadratischem Klirrfaktor an einer unsymmetrischen Kennlinie mit nur geradzahligen Harmonischen erzeugen können, heben besonders diejenigen Teiltöne hervor, die mit dem Grundton harmonisch nah verwandt sind. Sie haben im Klirrfaktor k2, k4, k6 usw. Anteile der Oberschwingungen. Neben dem Einsatz in Hifi-Endstufen waren Röhrenverstärker (oder entsprechende digitale Signalwegsimulationen) der historische Ursprung übersteuerter E-Gitarrensignale.
Auch Magnetbänder als Speichermedien für Signale besitzen einen noch weicheren Clipping-Übergang als Röhrenverstärker. Übersteuerte Analogbänder sind ein Beispiel für mehrere klanggebende Komponenten, die zusammenspielen: der Vorstufentreiber, der Aufnahmekopf mit seiner Magnetspule, und das Band selbst. Aufgrund der langsam ansteigenden Nicht-Linearität von Bandübersteuerungen wird ein leichter Übersteuerungseffekt im Musik-Mastering gern als zusätzlicher Headroom zur Befügung ebenfalls harmonischer Obertöne genutzt.